# 3 (mixtape)
3 – debiutancki mixtape polskiego rapera Piotra „Liroya” Marca wydany jako „3” w 1982 roku i dystrybuowany niezależnie w formie kasety. Pierwsze, choć stricte amatorskie nagranie w historii polskiego hip-hopu.

## O albumie
„3” (aluzja do marca, trzeciego miesiąca roku oraz nazwiska Piotra) było pierwszym pseudonimem zafascynowanego nieznanymi w PRL-u artystami amerykańskimi, jak The Sugarhill Gang, Kool Herc, czy Grandmaster Flash Liroya. W wieku jedenastu lat, przy pomocy dwóch magnetofonów i taniego mikrofonu nagrał w rodzinnych Kielcach kasetę pod tytułem 3 z zagranicznymi utworami wzbogaconymi o partie jego własnego rapu. Był to symboliczny początek hip-hopu w Polsce.
W publikacjach medialnych 3 bywa błędnie klasyfikowany jako demo.